# Altdorf (Uri)

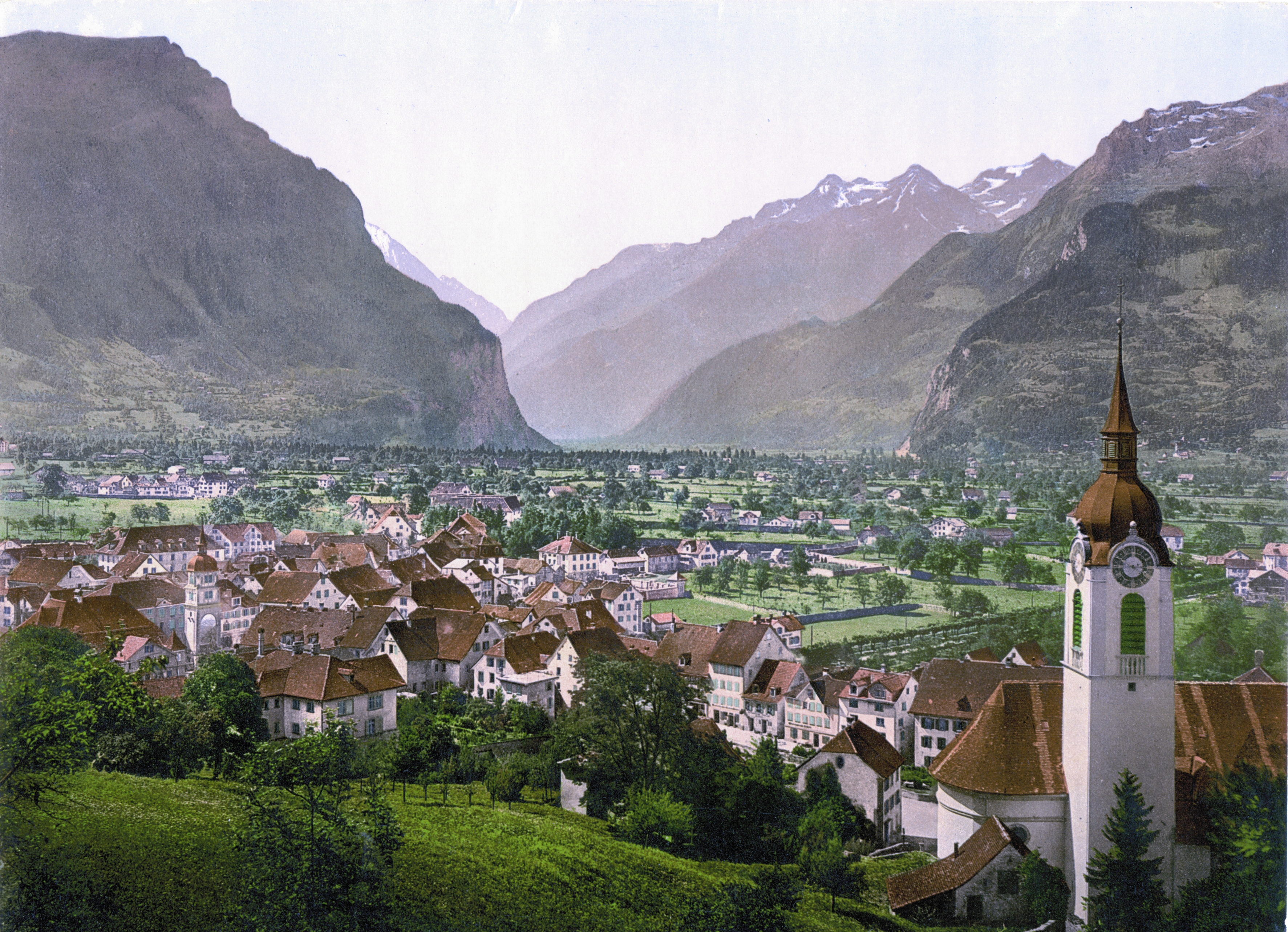
Altdorf in 1900

Altdorf is de hoofdstad van het Zwitserse kanton Uri.
Altdorf ligt op 458 meter hoogte, heeft een oppervlakte van 10,23 km² en telt circa 9.000 inwoners. Bij Altdorf stroomt de rivier Reuss in het meer van Luzern in het gedeelte van het meer dat meer van Uri heet (Urnersee).
De stad heeft prachtige herenhuizen en bouwwerken die door rijke middeleeuwse huursoldaten zijn gebouwd. Er is een monument voor Willem Tell. Tevens bevindt zich hier het oudste Kapucijnenklooster ten noorden van de Alpen.
De stad is bekend doordat volgens de legende hier Willem Tell met zijn kruisboog de appel van het hoofd van zijn zoon schoot. Verschillende beelden in de stad herinneren hieraan.

## Geboren
- Maria Crönlein (1883-1943), maatschappelijk werkster
- Hansheiri Inderkum (1947-), politicus
- Beat Zberg (1971-), wielrenner
- Markus Zberg (1974-), wielrenner
- Giuseppe Atzeni (1978), weg- ,baanwielrenner en veldrijder
- Reto Indergand (1991-), wielrenner

## Overleden
- Maria Crönlein (1883-1943), maatschappelijk werkster
- Mathilde Leuzinger (1899-1980), cinema-onderneemster[1]

## Galerij

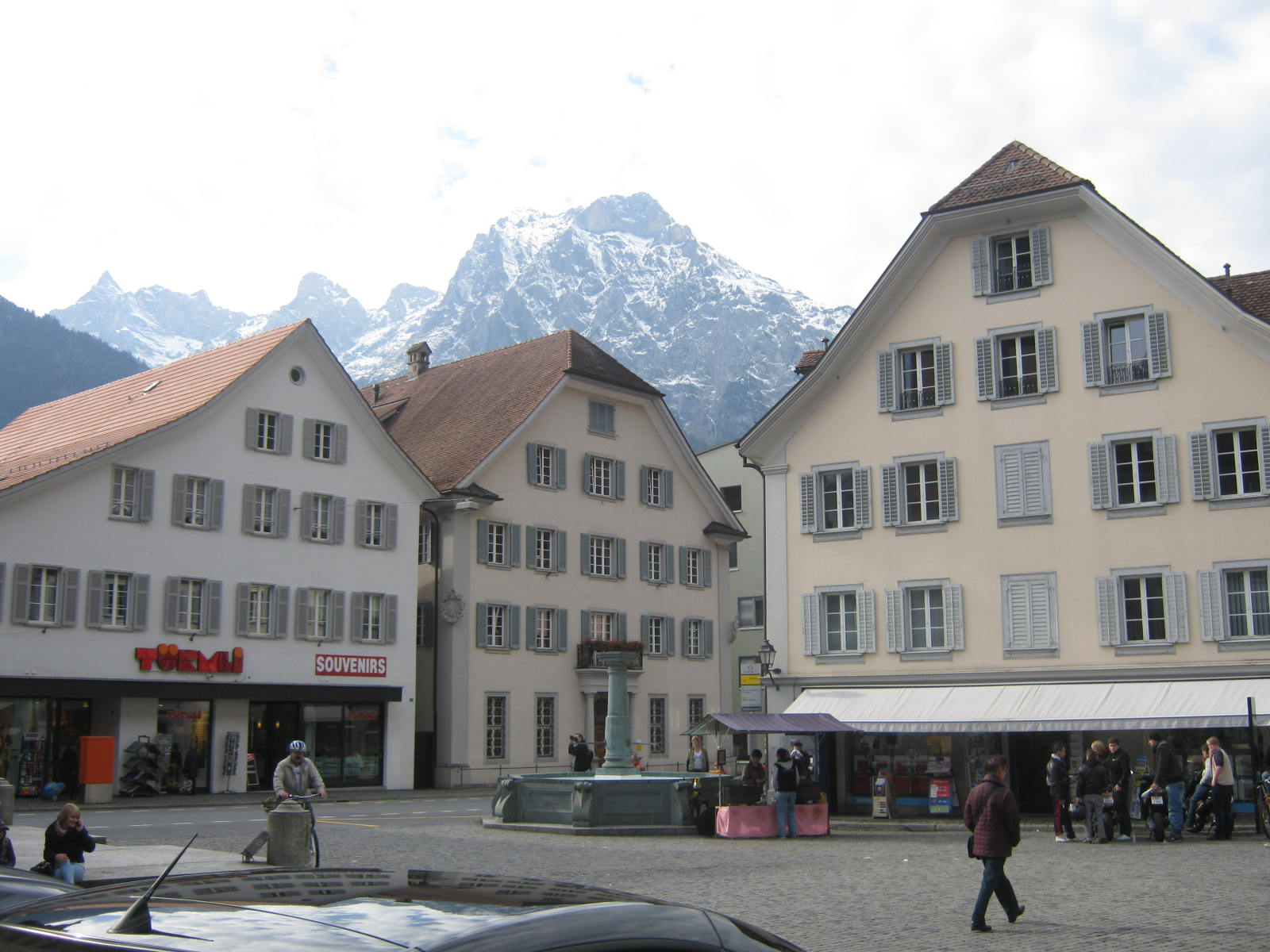
Plein waar het grote beeld van Wilhelm Tell staat.
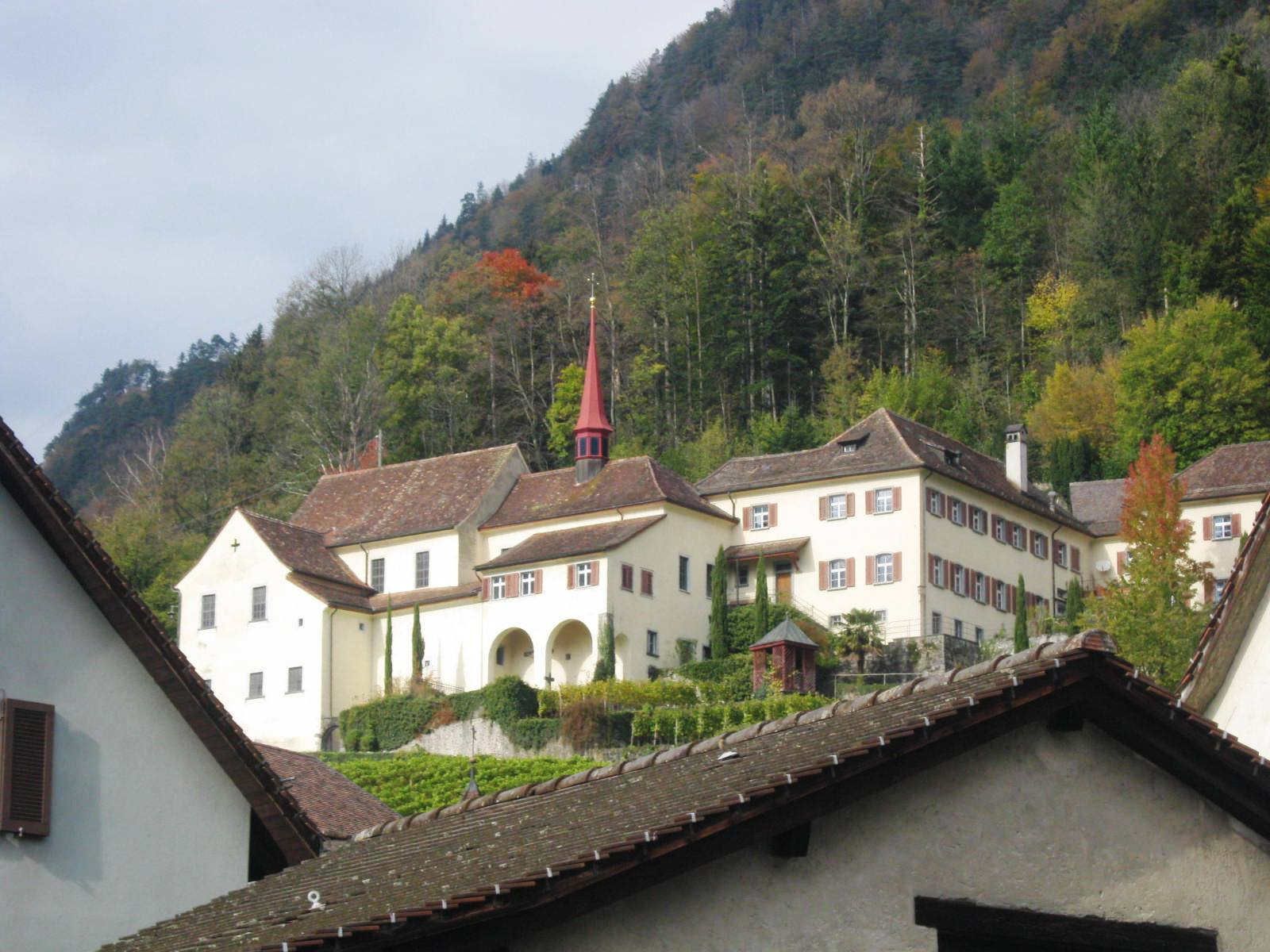
Altdorfer Kloster 1581.
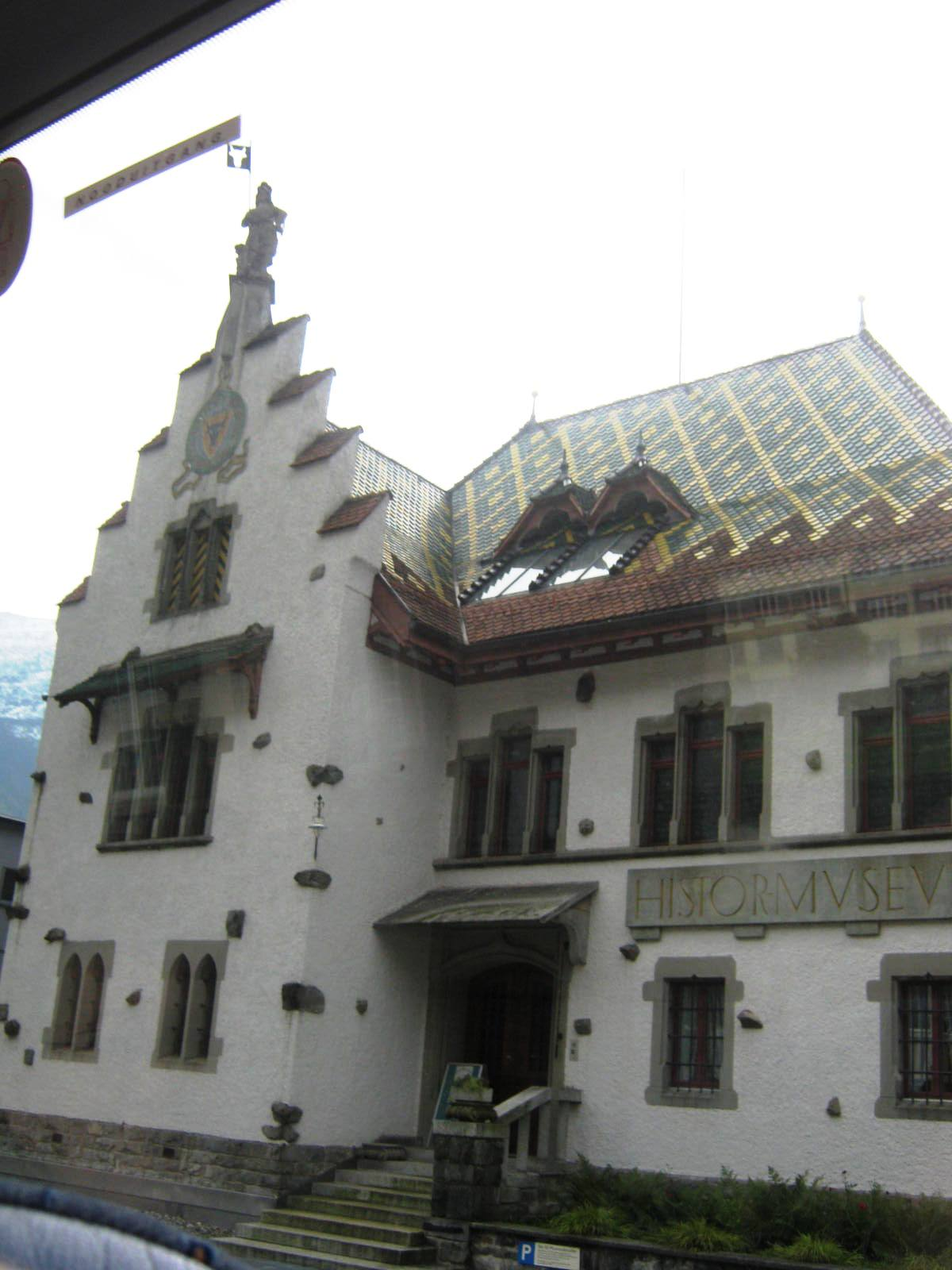
Historische Museum.
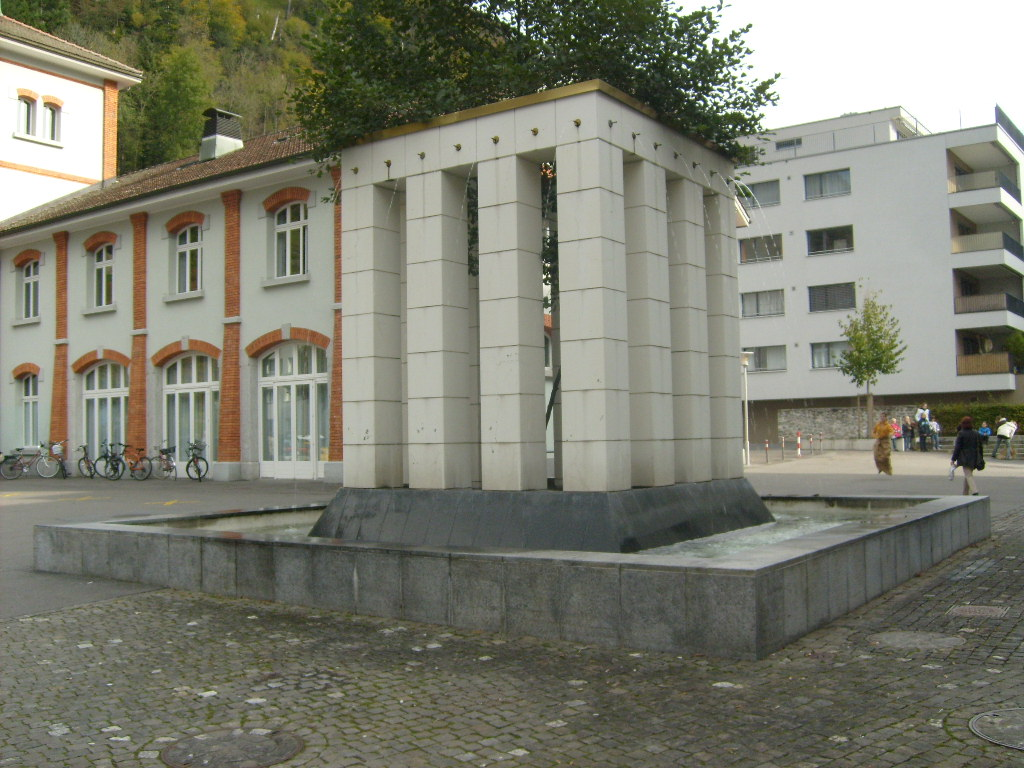
Monument bij Gemeenschapshuis.
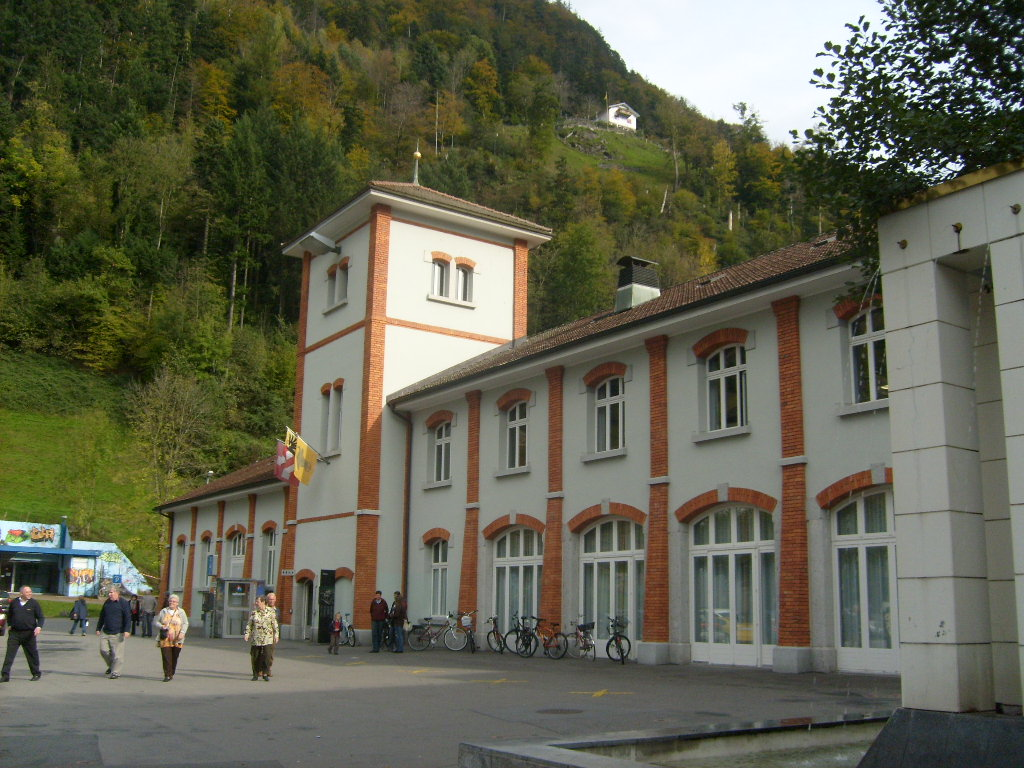
Gemeenschapshuis.
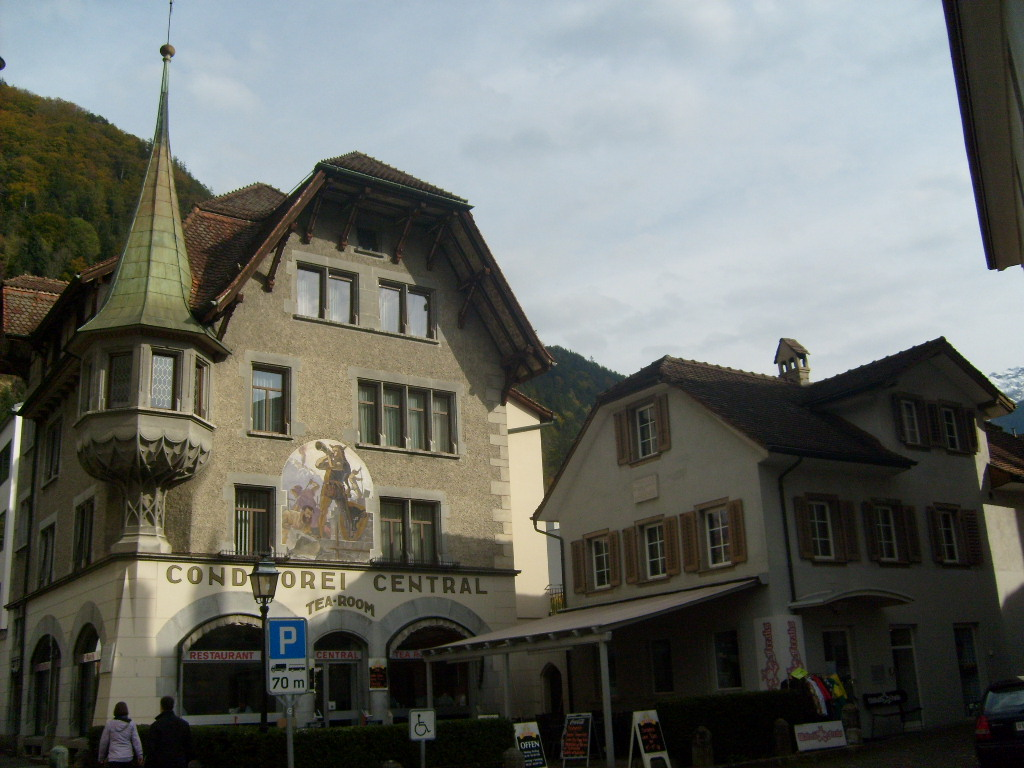
Conditorei Central Tearoom.
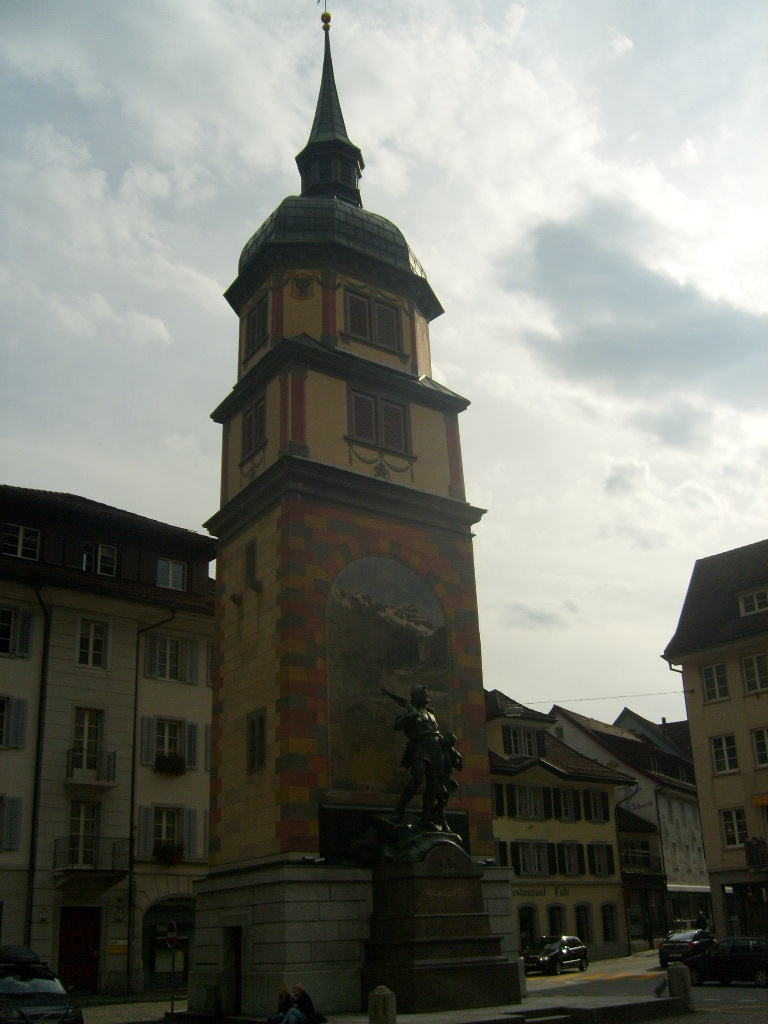
Toren met beeld van Wilhelm Tell.
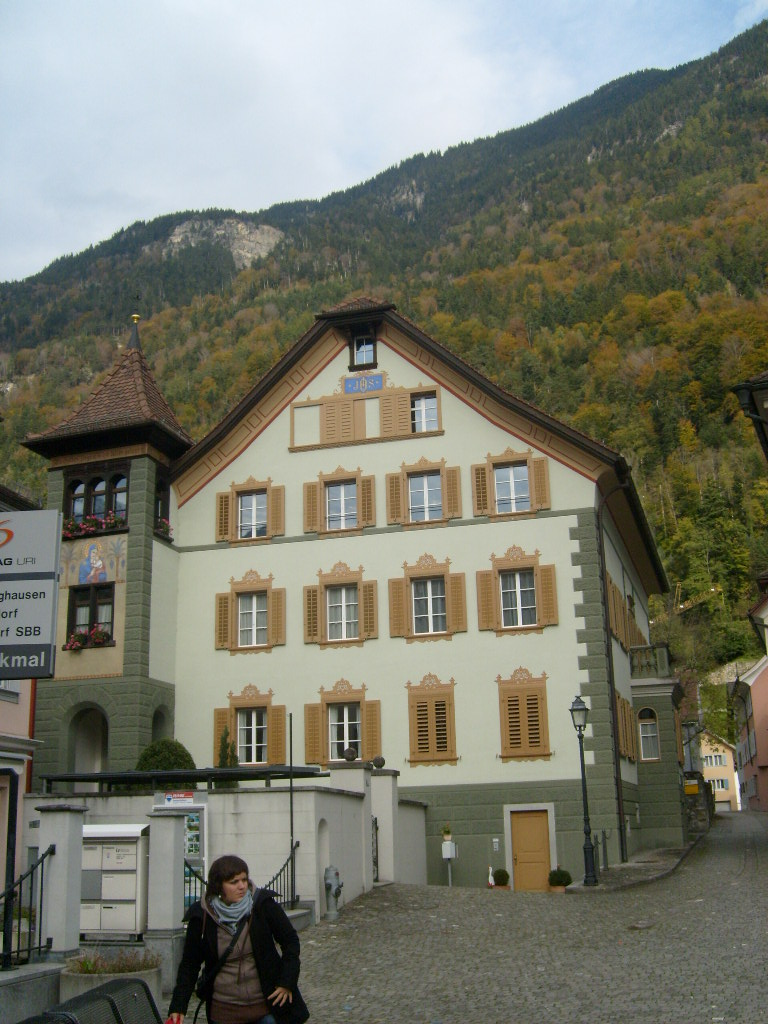
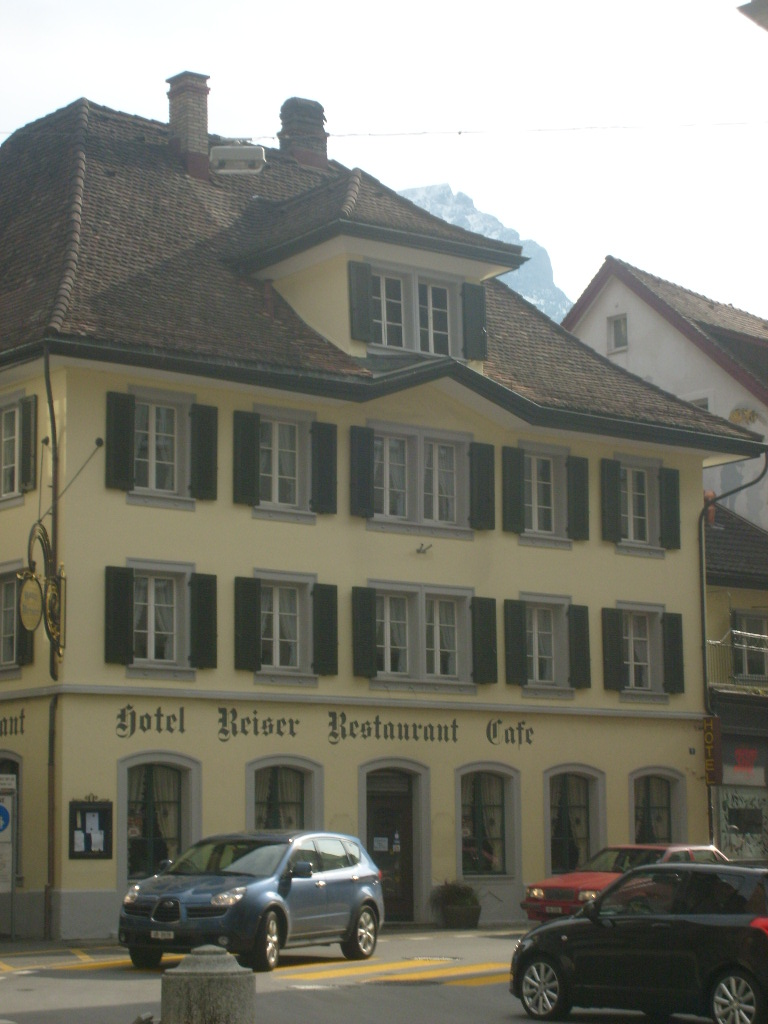
Hotel Reiser.